# Transzendentale Dialektik
| \| \| \| \| \| Transzendentale Elementarlehre (Allgemeine Erkenntnistheorie) \| \| \| \| \| \| \| \| \| \| \| \| \| \| \| \| \| \| \| \| \| \| \| \| \| \| \| \| \| \| \| \| \| \| Transzendentale Ästhetik (Theorie der Anschauung) \| Transzendentale Ästhetik (Theorie der Anschauung) \| Transzendentale Ästhetik (Theorie der Anschauung) \| Transzendentale Ästhetik (Theorie der Anschauung) \| Transzendentale Ästhetik (Theorie der Anschauung) \| Transzendentale Ästhetik (Theorie der Anschauung) \| \| \| Transzendentale Logik (Theorie des Denkens) \| Transzendentale Logik (Theorie des Denkens) \| Transzendentale Logik (Theorie des Denkens) \| Transzendentale Logik (Theorie des Denkens) \| Transzendentale Logik (Theorie des Denkens) \| Transzendentale Logik (Theorie des Denkens) \| \| \| \| \| \| Transzendentale Ästhetik (Theorie der Anschauung) \| Transzendentale Ästhetik (Theorie der Anschauung) \| Transzendentale Ästhetik (Theorie der Anschauung) \| Transzendentale Ästhetik (Theorie der Anschauung) \| Transzendentale Ästhetik (Theorie der Anschauung) \| Transzendentale Ästhetik (Theorie der Anschauung) \| \| \| Transzendentale Logik (Theorie des Denkens) \| Transzendentale Logik (Theorie des Denkens) \| Transzendentale Logik (Theorie des Denkens) \| Transzendentale Logik (Theorie des Denkens) \| Transzendentale Logik (Theorie des Denkens) \| Transzendentale Logik (Theorie des Denkens) \| \| \| \| \| \| \| \| \| \| \| \| \| \| \| \| \| \| \| \| \| \| \| \| \| \| \| \| \| Transzendentale Analytik (Theorie der Begriffe und Grundsätze, Urteilsvermögen) \| Transzendentale Analytik (Theorie der Begriffe und Grundsätze, Urteilsvermögen) \| Transzendentale Analytik (Theorie der Begriffe und Grundsätze, Urteilsvermögen) \| Transzendentale Analytik (Theorie der Begriffe und Grundsätze, Urteilsvermögen) \| Transzendentale Analytik (Theorie der Begriffe und Grundsätze, Urteilsvermögen) \| Transzendentale Analytik (Theorie der Begriffe und Grundsätze, Urteilsvermögen) \| \| \| Transzendentale Dialektik (Logik des Scheins, Schlussvermögen) \| Transzendentale Dialektik (Logik des Scheins, Schlussvermögen) \| Transzendentale Dialektik (Logik des Scheins, Schlussvermögen) \| Transzendentale Dialektik (Logik des Scheins, Schlussvermögen) \| Transzendentale Dialektik (Logik des Scheins, Schlussvermögen) \| Transzendentale Dialektik (Logik des Scheins, Schlussvermögen) \| \| \| \| \| \| Transzendentale Analytik (Theorie der Begriffe und Grundsätze, Urteilsvermögen) \| Transzendentale Analytik (Theorie der Begriffe und Grundsätze, Urteilsvermögen) \| Transzendentale Analytik (Theorie der Begriffe und Grundsätze, Urteilsvermögen) \| Transzendentale Analytik (Theorie der Begriffe und Grundsätze, Urteilsvermögen) \| Transzendentale Analytik (Theorie der Begriffe und Grundsätze, Urteilsvermögen) \| Transzendentale Analytik (Theorie der Begriffe und Grundsätze, Urteilsvermögen) \| \| \| Transzendentale Dialektik (Logik des Scheins, Schlussvermögen) \| Transzendentale Dialektik (Logik des Scheins, Schlussvermögen) \| Transzendentale Dialektik (Logik des Scheins, Schlussvermögen) \| Transzendentale Dialektik (Logik des Scheins, Schlussvermögen) \| Transzendentale Dialektik (Logik des Scheins, Schlussvermögen) \| Transzendentale Dialektik (Logik des Scheins, Schlussvermögen) \| |                                                   |                                                   |                                                   |                                                                                 |                                                                                 |                                                                                 |                                                                                 |                                                                                 |                                                                                 |                                             |                                             |                                                                |                                                                |                                                                |                                                                |                                                                |                                                                |
| Die transzendentale Dialektik innerhalb der Architektur der Kritik der reinen Vernunft |                                                   |                                                   |                                                   |                                                                                 |                                                                                 |                                                                                 |                                                                                 |                                                                                 |                                                                                 |                                             |                                             |                                                                |                                                                |                                                                |                                                                |                                                                |                                                                |
| |                                                   |                                                   |                                                   | Transzendentale Elementarlehre (Allgemeine Erkenntnistheorie)                   |                                                                                 |                                                                                 |                                                                                 |                                                                                 |                                                                                 |                                             |                                             |                                                                |                                                                |                                                                |                                                                |                                                                |                                                                |
| |                                                   |                                                   |                                                   |                                                                                 |                                                                                 |                                                                                 |                                                                                 |                                                                                 |                                                                                 |                                             |                                             |                                                                |                                                                |                                                                |                                                                |                                                                |                                                                |
| Transzendentale Ästhetik (Theorie der Anschauung) | Transzendentale Ästhetik (Theorie der Anschauung) | Transzendentale Ästhetik (Theorie der Anschauung) | Transzendentale Ästhetik (Theorie der Anschauung) | Transzendentale Ästhetik (Theorie der Anschauung)                               | Transzendentale Ästhetik (Theorie der Anschauung)                               |                                                                                 |                                                                                 | Transzendentale Logik (Theorie des Denkens)                                     | Transzendentale Logik (Theorie des Denkens)                                     | Transzendentale Logik (Theorie des Denkens) | Transzendentale Logik (Theorie des Denkens) | Transzendentale Logik (Theorie des Denkens)                    | Transzendentale Logik (Theorie des Denkens)                    |                                                                |                                                                |                                                                |                                                                |
| Transzendentale Ästhetik (Theorie der Anschauung) | Transzendentale Ästhetik (Theorie der Anschauung) | Transzendentale Ästhetik (Theorie der Anschauung) | Transzendentale Ästhetik (Theorie der Anschauung) | Transzendentale Ästhetik (Theorie der Anschauung)                               | Transzendentale Ästhetik (Theorie der Anschauung)                               |                                                                                 |                                                                                 | Transzendentale Logik (Theorie des Denkens)                                     | Transzendentale Logik (Theorie des Denkens)                                     | Transzendentale Logik (Theorie des Denkens) | Transzendentale Logik (Theorie des Denkens) | Transzendentale Logik (Theorie des Denkens)                    | Transzendentale Logik (Theorie des Denkens)                    |                                                                |                                                                |                                                                |                                                                |
| |                                                   |                                                   |                                                   |                                                                                 |                                                                                 |                                                                                 |                                                                                 |                                                                                 |                                                                                 |                                             |                                             |                                                                |                                                                |                                                                |                                                                |                                                                |                                                                |
| |                                                   |                                                   |                                                   | Transzendentale Analytik (Theorie der Begriffe und Grundsätze, Urteilsvermögen) | Transzendentale Analytik (Theorie der Begriffe und Grundsätze, Urteilsvermögen) | Transzendentale Analytik (Theorie der Begriffe und Grundsätze, Urteilsvermögen) | Transzendentale Analytik (Theorie der Begriffe und Grundsätze, Urteilsvermögen) | Transzendentale Analytik (Theorie der Begriffe und Grundsätze, Urteilsvermögen) | Transzendentale Analytik (Theorie der Begriffe und Grundsätze, Urteilsvermögen) |                                             |                                             | Transzendentale Dialektik (Logik des Scheins, Schlussvermögen) | Transzendentale Dialektik (Logik des Scheins, Schlussvermögen) | Transzendentale Dialektik (Logik des Scheins, Schlussvermögen) | Transzendentale Dialektik (Logik des Scheins, Schlussvermögen) | Transzendentale Dialektik (Logik des Scheins, Schlussvermögen) | Transzendentale Dialektik (Logik des Scheins, Schlussvermögen) |
| |                                                   |                                                   |                                                   | Transzendentale Analytik (Theorie der Begriffe und Grundsätze, Urteilsvermögen) | Transzendentale Analytik (Theorie der Begriffe und Grundsätze, Urteilsvermögen) | Transzendentale Analytik (Theorie der Begriffe und Grundsätze, Urteilsvermögen) | Transzendentale Analytik (Theorie der Begriffe und Grundsätze, Urteilsvermögen) | Transzendentale Analytik (Theorie der Begriffe und Grundsätze, Urteilsvermögen) | Transzendentale Analytik (Theorie der Begriffe und Grundsätze, Urteilsvermögen) |                                             |                                             | Transzendentale Dialektik (Logik des Scheins, Schlussvermögen) | Transzendentale Dialektik (Logik des Scheins, Schlussvermögen) | Transzendentale Dialektik (Logik des Scheins, Schlussvermögen) | Transzendentale Dialektik (Logik des Scheins, Schlussvermögen) | Transzendentale Dialektik (Logik des Scheins, Schlussvermögen) | Transzendentale Dialektik (Logik des Scheins, Schlussvermögen) |

Die transzendentale Dialektik ist der zweite Hauptteil der transzendentalen Logik aus der Kritik der reinen Vernunft von Immanuel Kant.
Die transzendentale Dialektik befasst sich mit der Vernunft im engeren Sinne. In den vorlaufenden Abschnitten der Kritik der reinen Vernunft (KrV) hatte Kant dargelegt, dass und wie Erkenntnis durch das Zusammenspiel von Wahrnehmung (sinnlicher Anschauung) und Denken als Begriffsbildung und Urteilen durch den Verstand entsteht. Ausgehend davon war es sein Ziel in der transzendentalen Dialektik aufzuzeigen, wo in der bisherigen Metaphysik aufgrund gedanklicher Fehler Aussagen gemacht wurden, die zwar in der Natur der Vernunft liegen, im Ergebnis aber als Schein zu beurteilen sind.
In einem einleitenden Abschnitt klärte Kant hierzu, was er unter Schein verstand und wie Erkenntnis und Vernunft sich zueinander verhalten. Dabei betonte er, dass allein aus der Vernunft keine zusätzliche Erkenntnis entstehen kann, weil diese nichts anderes ist als eine Reflexion auf die im Verstand schon vorhandenen Begriffe und Urteile. Allerdings gehörte es für ihn zum Wesen der Vernunft, unablässig nach einer Erweiterung des Wissens zu streben. So schrieb Kant schon in der Vorrede der ersten Auflage der KrV:
„Die menschliche Vernunft hat das besondere Schicksal in der Gattung ihrer Erkenntnisse: dass sie durch Fragen belästigt wird, die sie nicht abweisen kann, denn sie sind ihr durch die Natur der Vernunft selbst aufgegeben, die sie aber auch nicht beantworten kann, denn sie übersteigen alles Vermögen der menschlichen Vernunft.“ (A VII)
Im ersten Buch der transzendentalen Dialektik wird geklärt, welches die Begriffe der reinen Vernunft sind und bei welchen Fragen der Mensch dazu neigt, über die Grenzen der Vernunft hinaus erweiternde Erkenntnisse aus Vernunftschlüssen anzunehmen. Indem die Vernunft immer wieder zu einem Sachverhalt, der stets ein Bedingtes ist, die dahinter liegenden Bedingungen sucht, kommt sie zu dem Punkt, dass am Ende dieser Kette ein Unbedingtes stehen muss. Dieses Unbedingte ist für Kant in dreierlei Hinsicht denkbar. Der innere Sinn verbindet die Vorstellungen des Subjekts mit einer unsterblichen Seele. Der äußere Sinn strebt nach der Totalität des Weltganzen. Und der ewige Urgrund für Seele und Welt, die Bedingung aller Bedingungen, wird in Gott gesucht. Kant bezeichnete diese drei Vorstellungen als transzendentale Ideen, da sie ohne jede empirische Grundlage nur in der reinen Vernunft gebildet werden.
Das Problem des transzendentalen Scheins entsteht, wenn diesen Ideen reale Existenz zugesprochen wird. Der Kern der transzendentalen Dialektik befasst sich damit aufzuzeigen, dass in der Geschichte der speziellen Metaphysik immer wieder genau dieser Fehler gemacht wurde.

## Transzendentaler Schein
Bereits eingangs der transzendentalen Logik hatte Kant darauf hingewiesen, dass die Logik rein analytisch ist. Mit ihr können keine inhaltlichen Erweiterungen der Erkenntnis erlangt werden. Sie ist nur „der negative Probierstein der Wahrheit.“ (B 84) Es ist ein grundsätzlicher Fehler, sich der Logik „als eines Werkzeugs (Organon) zu bedienen, um seine Kenntnisse, wenigstens dem Vorgeben nach, auszubreiten und zu erweitern.“ (B 86) Wendet man die Prinzipien der Logik auf den Bereich der reinen Vernunft an, können ebenso keine neuen Erkenntnisse gewonnen werden.
„Der logische Schein, der in der bloßen Nachahmung der Vernunftform besteht, (der Schein der Trugschlüsse) entspringt lediglich aus einem Mangel der Achtsamkeit auf die logische Regel.“ (B 353)
Die Erzeugung solcher Trugschlüsse liegt in der Natur des Menschen, der Begriffe zu objektiven Grundsätzen verknüpft. Aus diesen Grundsätzen leitet der Mensch auch die objektive Gegebenheit des Gedanken ab, und hierin liegt seine Illusion. Dieser Gegensatz von Denkweise und Gegebenheit und dessen Auflösung ist der Grund für den Titel „Transzendentale Dialektik“. Die Bedingungen der Erkenntnis werden auf das Denken übertragen, auch wenn dieses hierzu keinen empirischen Gehalt hat. Die subjektiv notwendige Weise, Begriffe zu verknüpfen, wird als objektive Notwendigkeit der Bestimmung der Dinge an sich gedacht. Aufgabe der Dialektik ist es, diesen Schein offenzulegen.
„Alle meine Erkenntnis hebt von den Sinnen an, geht von da zum Verstande und endigt bei der Vernunft, über welche nichts Höheres in uns angetroffen wird, den Stoff der Anschauungen zu bearbeiten und unter die höchste Einheit des Denkens zu bringen.“ (B 354)
Während der Verstand das Vermögen der Regeln ist, die Erscheinungen zur Einheit zu bringen, so ist die Vernunft das Vermögen, die Verstandesregeln unter Prinzipien zu stellen. (B 359) Die Vernunft greift also niemals unmittelbar auf sinnliche Anschauungen zu, sondern nur auf Begriffe und Urteile des Verstandes.
| Verhältnis der Erkenntnis im Verstande | Verstandesregeln (major) | Erkenntnis (minor)                               | Prädikat der Regel (conclusio) |
| -------------------------------------- | ------------------------ | ------------------------------------------------ | ------------------------------ |
| kategorisch                            | alle M sind P            | alle S sind M                                    | alle S sind P                  |
| hypothetisch                           | wenn p dann q            | nun p (modus ponens) nun nicht q (modus tollens) | also q also nicht p            |
| disjunktiv                             | X ist entweder Y oder Z  | X ist Y X ist nicht Z                            | X ist nicht Z X ist Y          |

Kant diskutierte in der Folge den logischen Gebrauch der Vernunft in Form von möglichen Vernunftschlüssen. Im Verstand erfolgen einfache, zumeist unmittelbare und daher nur zweistufige Schlüsse ausgehend von empirischen Gegebenheiten, zum Beispiel: „Alle Menschen sind sterblich.“, „Einige Menschen sind sterblich.“ oder „Unsterbliche sind keine Menschen.“
Komplexe Schlüsse bedürfen dagegen eines Zwischenurteils. So benötigt die Aussage „Alle Gelehrten sind sterblich.“ zusätzlich eine Bestimmung des Begriffs eines Gelehrten. Solche Schritte werden nach Kant aus Gewohnheit allzu leicht übersehen. Die Zuordnung einer Erkenntnis zu einer Verstandesregel erfolgt durch die Urteilskraft. (B 360) Vernunftschlüsse zeigen das Besondere im Allgemeinen.
„Demnach restringieren wir in der Konklusion eines Vernunftschlusses ein Prädikat auf einen gewissen Gegenstand, nachdem wir es vorher mit dem Obersatz in seinem gesamten Umfange unter einer gewissen Bedingung gedacht haben.“ (B 378–379)
Entsprechend der eigentümlichen Natur der Vernunft wird für die Regel erneut die Bedingung der Bedingung gesucht, mit dem Ziel, am Ende das Unbedingte zu finden.
„Also ist der transzendentale Vernunftbegriff kein anderer als der von der Totalität der Bedingungen zu einem gegebenen Bedingten. Da nun das Unbedingte allein die Totalität der Bedingungen möglich macht, und umgekehrt die Totalität der Bedingungen jederzeit selbst unbedingt ist: so kann ein reiner Vernunftbegriff überhaupt durch den Begriff des Unbedingten, sofern er einen Grund der Synthesis enthält, erklärt werden.“ (B 379)
Dadurch, dass sich Vernunftschlüsse auf ein Bedingtes beziehen, fallen sie in der Urteilstafel unter die Urteilsform der Relation, sind also kategorisch, hypothetisch oder disjunktiv.

## Transzendentale Ideen
| Transzendentale Idee  | Seele           | Weltganzes    | Wesen aller Wesen |
| --------------------- | --------------- | ------------- | ----------------- |
| Unbedingtheit         | Unsterblichkeit | Unendlichkeit | Ewigkeit          |
| Vorstellung           | Subjekt         | Totalität     | Urgrund           |
| metaphysica specialis | Psychologie     | Kosmologie    | Theologie         |
| Vernunftschluss       | kategorisch     | hypothetisch  | disjunktiv        |
| Fehlschluss           | Paralogismus    | Antinomie     | Gottesbeweis      |
| Zweck                 | Sittlichkeit    | Naturgesetze  | Glückseligkeit    |
| Denkenebene           | Praxis          | Theorie       | Glauben           |
| Handlung              | Tun             | Wissen        | Hoffen            |

Begriffe der Vernunft nannte Kant unter Bezugnahme auf Platon Ideen. Sofern diese Begriffe rein sind, also ohne eine empirische Grundlage, sind sie dann transzendentale Ideen. Sie übersteigen die Grenzen der Erfahrung und sind „in concreto“ niemals vorstellbar. Entsprechend den Schlussarten lassen sich die transzendentalen Ideen in drei Klassen einteilen:
- die Seele als die unbedingte Einheit des denkenden Subjekts
- die Welt als die unbedingte Einheit der Reihe der Bedingungen der Erscheinung
- das Wesen aller Wesen (Gott) als die unbedingte Einheit der Bedingung aller Gegenstände des Denkens überhaupt.

Kant folgte mit dieser Gliederung der Einteilung der speziellen Metaphysik von Christian Wolff in eine rationale Psychologie (Seelenlehre), eine rationale Kosmologie (Weltwissenschaft) und eine rationale Theologie (Gotteserkenntnis). Den Zusatz rational verwendete Kant, um zu kennzeichnen, dass die jeweiligen Betrachtungen transzendental, also frei von empirischen Erkenntnissen, zu erfolgen haben. Die Diskussion führte Kant zu den jeweiligen Themen anhand der Kategorien durch. Im Sinne der Aufdeckung des transzendentalen Scheins, der mit diesen Ideen verbunden ist, sind die Folgeabschnitte über die Paralogismen (Trugschlüsse der Seelenlehre), Antinomien (Widersprüche der Weltwissenschaft) und über das Ideal der reinen Vernunft (fehlerhafte  Gottesbeweise) eine fundamentale Kritik der bisherigen Schulmetaphysik.

## Paralogismen
Ein Paralogismus (von gr. „para“ gegen und „logos“ Vernunft, also „vernunftwidrig“) ist ein ungewollter logischer Fehlschluss der Form nach. Transzendental nannte ihn Kant, insofern er sich auf eine transzendentale Idee bezieht. Im Schema des kategorischen Urteils wird im Mittelsatz (minor) unbemerkt durch die Verwendung eines äquivoken Begriffs das Subjekt der Aussage vertauscht:
|             | Alle Füchse haben rote Schwänze  |
|             | Sokrates ist ein Fuchs           |
| Fehlschluss | Sokrates hat einen roten Schwanz |

Entsprechend der kategorischen Art zu schließen entspringt die Idee einer unbedingten, allen unseren Vorstellungen zugrunde liegenden Einheit des denkenden Subjekts, die psychologische Idee der Seele. Dieser wird Substantialität, Immaterialität und schließlich Unsterblichkeit zugeschrieben. Der zu einem Fehlschluss führende „Missverstand“ liegt darin, dass die rein sprachlogische  Einheit des Bewusstseins (das „Ich denke!“) als identisch mit der Anschauung des Subjekts seiner selbst, also als Objekt, gleichgesetzt und darauf die Kategorie der Substanz angewandt wird.
Das transzendentale „Ich denke“ ist eine rein gedankliche Figur, ein Grenzbegriff, ein inhaltsleeres X, das zur Kennzeichnung des Sachverhalts verwendet wird, dass jeder Gedanke immer nur von einem Subjekt gedacht werden kann. Jeder Gedanke und jede Aussage ist notwendig davon begleitet, dass ein „Ich“ diesen Gedanken trägt. Es ist ein „Vehikel aller Begriffe überhaupt“ (B 399). Dieses „Ich“ ist immer Subjekt und niemals ein Prädikat, also Inhalt des Gedachten. Das logische Ich ist das bestimmende Selbst im Gegensatz zum empirischen Ich als dem bestimmten Selbst (B 407). Man kann über dieses „Ich denke“ keine inhaltlichen Aussagen machen. In dem Satz „Ich denke, dass X der Fall ist“ hat das „Ich“ noch keinen empirischen Gehalt. Es hat keine andere Funktion, als dass es den Satz an ein Subjekt bindet.
Die logische Erörterung der transzendentalen Einheit des Subjekts ist rein analytisch, also bloß eine Zergliederung des Begriffs „Ich denke“, aus dem sich keine inhaltliche Erweiterung ergibt. Über die Seele, über das Selbst, kann man dagegen nur Aussagen aufgrund von Erfahrung machen. Aussagen, die auf Erfahrung gründen, sind aber nicht geeignet, die Unsterblichkeit der Seele nachzuweisen. Die These der Unsterblichkeit der Seele ist transzendent, denn sie ist auf eine jenseitige, nicht erfahrbare Welt gerichtet. Eine rationale Psychologie, die allein auf Vernunft gründet, kann nur analytisch sein. Andernfalls wäre sie eine empirische Disziplin, die sich aufgrund von Erfahrung mit der Psyche des Menschen befasst.
Der Grundfehler der rationalen Psychologie steckt in folgendem Vernunftschluss:
„Was nicht anders als ein Subjekt gedacht werden kann,  existiert auch nicht anders als ein Subjekt und ist also Substanz.
Nun kann ein denkendes Wesen, bloß als ein solches betrachtet, nicht anders als Subjekt gedacht werden.
Also existiert es auch als solches, d.i. Substanz.“ (B 410–411)
Kant verwies darauf, dass im Obersatz das empirische Ich zugrunde liegt, das man durch Anschauung und Reflexion auf das eigene Bewusstsein erfasst. Der Untersatz des Vernunftschlusses bezieht sich hingegen nur auf die logische Einheit des Subjekts.
„Das Denken wird in beiden Prämissen in ganz verschiedener Bedeutung genommen: Im Obersatze, wie es auf das Objekt überhaupt (mithin wie es in der Anschauung gegeben werden mag) geht; im Untersatz aber nur, wie es in der Beziehung auf das Selbstbewusstsein besteht, wobei also an gar kein Objekt gedacht wird, sondern nur die Beziehung auf sich als Subjekt (als die Form des Denkens) vorgestellt wird. Im ersteren wird von Dingen geredet, die nicht anders als Subjekte gedacht werden können; im zweien aber nicht von Dingen, sondern vom Denken (indem man von allen Objekten abstrahiert), in welchem das Ich immer zum Subjekt des Bewusstsein dient; […]“ (B 411 FN)
Der Begriff der Substanz ist immer schon ein empirisch geladener Begriff. Denn eine Substanz ist immer auch ein Objekt, ein Bestimmtes. Auf das Subjekt bezogen kann man nur von einer Substanz reden, wenn man versucht das Bewusstsein als (empirischen) Gegenstand zu denken. Die Frage des Selbst ist eine Frage der Erkenntnis. Im Wege der Erkenntnis ist aber eine Aussage über die Unsterblichkeit nicht möglich. Kant betonte demgemäß:
„dass der erste Vernunftschluss der transzendentalen Psychologie uns nur eine vermeintliche neue Einsicht aufhefte, indem er das beständige logische Subjekt des Denkens für die Erkenntnis des realen Subjekts der Inhärenz ausgibt, von welchem wir nicht die mindeste Kenntnis haben, noch haben können, weil das Bewusstsein das einzige ist, was Vorstellungen zu Gedanken macht, und worin mithin alle unsere Wahrnehmungen, als dem transzendentalen Subjekte, müssen angetroffen werden und wir, außer dieser logischen Betrachtung des ich’s, keine Kenntnis von dem Subjekte an sich selbst haben.“ (A 350)
| Kategorie | In der logischen Erörterung ist das „Ich denke“ (analytisch) | in der rationalen Psychologie ist die Seele (synthetisch) | Paralogismus der |
| --------- | ------------------------------------------------------------ | --------------------------------------------------------- | ---------------- |
| Relation  | immer das bestimmende Subjekt                                | eine Substanz                                             | Substanzialität  |
| Qualität  | im Denken ein Singular (logisch einfach)                     | einfach                                                   | Simplizität      |
| Quantität | selbst-identisch                                             | eine Person                                               | Personalität     |
| Modalität | von äußeren Dingen verschieden                               | das Dasein äußerer Dinge zweifelhaft                      | Idealität        |

Kant ergänzte in der 1. Auflage der KrV seine grundsätzliche Kritik an der rationalen Psychologie mit weiteren Paralogismen, die er entsprechend seinen Kategorien bildete. Die Reihenfolge der Kategorien ist dabei verändert, da der Begriff der Substanz den Schlüssel zu allen Paralogismen bildet und so von Kant zuerst betrachtet wurde.
Der zweite Paralogismus ist die These, dass die Seele einfach ist.
„Dasjenige Ding, dessen Handlungen niemals als die Konkurrenz vieler handelnden Dinge angesehen werden kann, ist einfach.
Nun ist die Seele, oder das denkende ich, ein solches:
Also etc.“ (A 351)
Kant bezeichnete diesen Paralogismus als „Achilles aller dialektischen Schlüsse der reinen Seelenlehre“ (A 351), weil das Argument stark und kaum widerlegbar ist. Der Vernunftschluss klingt für Kant (zunächst) plausibel, weil ein Gedanke, auch wenn er aus noch so vielen Elementen besteht, nur zu einer Einheit kommt, wenn es einen einfachen Bezugspunkt des inneren Sinns, die Einheit des denkenden Subjekts gibt. Der Vers eines Gedichts entsteht nicht nur aus den einzelnen Wörtern, sondern durch die Art ihrer Kombination.
Kant setzte seine Kritik am Begriff „der absoluten Einheit des denkenden Subjekts“ an. Dieser ist keine analytische Aussage, sondern hat deshalb einen empirischen Gehalt, weil die Vorstellung eines denkenden Wesens, das einen Gedanken bildet, bereits Gegenstand (Objekt) des Denkens ist. Der Satz „ich bin einfach“ ist synthetisch. Hierin liegt nach Kant auch das Problem von Descartes:
„[S]o wie der vermeintliche cartesianische Schluss, cogito ergo sum, in der Tat tautologisch ist, indem das cogito (sum cogitans [= ich bin denkend]) die Wirklichkeit unmittelbar aussagt.“ (A 355)
Bei Descartes und in dessen Nachfolge bei Wolff und Baumgarten wird das „Ich denke“  mit der Vorstellung der eigenen Existenz verknüpft. Das ist aber eine empirische Vorstellung (B 428), die nicht Grundlage des Nachweises der Unsterblichkeit der Seele sein kann. Es liegt erneut eine Verwechslung  der logischen Funktion des mit der „Anschauung meiner selbst als denkendes Objekt“ vor (B 406)
„Die Einfachheit aber der Vorstellung von einem Subjekt ist darum nicht eine Erkenntnis von der Einfachheit des Subjekts selbst, denn von dessen Eigenschaften wird gänzlich abstrahiert, wenn es lediglich durch den an Inhalt gänzlich leeren Ausdruck Ich (welchen ich auf jedes denkende Subjekt anwenden kann) bezeichnet wird,“ (A 355)
Im dritten Paralogismus wird die These betrachtet, dass die Seele eine Person ist.
„Was sich der numerischen Identität seiner selbst zu verschiedenen Zeiten bewusst ist, ist eine Person.
Nun ist die Seele etc.
Also ist sie eine Person.“ (A 361)
Die These der Identität beinhaltet, dass ein Gegenstand beharrlich in der Zeit ist. Auch die Identität des Selbst setzt die numerisch-identische Übereinstimmung im Zeitablauf voraus. Kants Kritik nimmt erneut den Gegensatz von logischem Subjekt und empirischem Bewusstsein auf:
„Es ist also die Identität des Bewusstseins meiner selbst in verschiedenen Zeiten nur eine formale Bedingung meiner Gedanken und ihres Zusammenhanges, beweiset aber gar nicht die numerische Identität meines Subjekts, in welchem, ohnerachtet der logischen Identität des Ich, doch ein solcher Wechsel vorgegangen sein kann, der es nicht erlaubt, desselben beizubehalten; […]“ (A 363)
Der vierte Paralogismus hat nicht allein die Seele, sondern deren Verhältnis zur Materie zum Gegenstand. Es ist eine unmittelbare Auseinandersetzung mit Descartes und damit eine Skizze der Philosophie des Geistes bei Kant. Der Paralogismus lautet:
„Dasjenige, auf dessen Dasein, nur als eine Ursache zu gegebenen Wahrnehmungen, geschlossen werden kann, hat eine zweifelhafte Existenz:
Nun sind alle äußeren Erscheinungen von der Art: dass ihr Dasein nicht unmittelbar wahrgenommen, sondern auf sie, als die Ursache gegebener Wahrnehmungen, allein geschlossen werden kann:
Also ist das Dasein aller Gegenstände äußerer Sinne zweifelhaft. Diese Ungewissheit nenne ich die Idealität äußerer Erscheinungen und die Lehre dieser Idealität Idealism, in Vergleichung mit welchem die Behauptung einer möglichen Gewissheit, von Gegenständen äußerer Sinne, der Dualism genennt wird.“ (A 366–367)
Kant stimmte Descartes zunächst ausdrücklich zu, dass man auf äußere Dinge nur schließen kann, weil man die Wirkung des inneren Sinns wirklich kennt. Dieser Schluss ist aber unsicher, weil die Wirkung verschiedene Ursachen sowohl in den äußeren Dingen als auch in der Art der Verarbeitung im inneren Sinn haben kann. Daher kann man berechtigt nur von dem als Existenz reden, was im inneren Sinn unmittelbar gegeben ist, und das sind die Erscheinungen.
| Transzendentaler Idealismus                                                           | Transzendentaler Realismus                                 |
| ------------------------------------------------------------------------------------- | ---------------------------------------------------------- |
| Raum und Zeit sind sinnliche Formen unserer Anschauung                                | Raum und Zeit existieren als Dinge an sich                 |
| Realität haben nur Erscheinungen                                                      | Raum und Zeit sind Bedingungen der Objekte                 |
| Das Dasein der Materie beruht auf dem Selbstbewusstsein der sicheren eigenen Existenz | Die Dinge haben ihre Existenz auch ohne unsere Sinne       |
| Die Sicherheit meiner Existenz macht auch die Realität der äußeren Dinge gewiss       | Die Wirklichkeit der Dinge außer uns ist bloße Vorstellung |
| Das Bewusstsein ist mir ausreichender Beweis der Wirklichkeit der Dinge               | Das Dasein der äußeren Dinge ist zweifelhaft               |
| Empirischer Realismus                                                                 | Empirischer Idealismus                                     |

Für die Folgeüberlegungen arbeitete Kant den Unterschied zwischen transzendentalem Idealismus und transzendentalem Realismus heraus (A 369-377). Die beiden entgegengesetzten Positionen unterscheiden sich durch ihre Einschätzung der „Dinge an sich“. An dieser Stelle wird klar, warum Kant nach der klassischen erkenntnistheoretischen Einteilung als, wenn auch schwacher, Realist einzuordnen ist. Für den transzendentalen Idealisten sind Raum und Zeit reine Formen sinnlicher Anschauung. Sie gehören damit in den Bereich des inneren Sinns. Die Vorstellung des Raumes gehört als reine Anschauung zum inneren Sinn, ist dabei aber auf die äußeren Erscheinungen gerichtet. Gegenstände im Raum haben deshalb nur als Erscheinungen Realität. Das Dasein der Materie beruht auf dem Selbstbewusstsein der eigenen Existenz. Es wird nicht geschlossen, sondern wahrgenommen. Die Sicherheit der eigenen Existenz durch die Wahrnehmung des inneren Sinns macht durch die Verknüpfung mit der Vorstellung des Raumes auch die Realität der äußeren Dinge gewiss. Das Bewusstsein war für Kant ausreichender Beweis für die Wirklichkeit der Dinge. In dieser Hinsicht konnte er sich auch als empirischen Realisten bezeichnen. Allerdings kann der Mensch inhaltlich nichts über die Dinge an sich sagen, sondern nur über sie als Erscheinungen auch zu materiellen Aussagen kommen.
Beim transzendentalen Realisten verhält es sich umgekehrt. Für ihn existieren Raum und Zeit als Dinge an sich. Raum und Zeit sind Bedingungen für die Existenz von Objekten. Als Konsequenz existieren diese auch, ohne dass der Mensch sie mit seinen Sinnen erfasst. Empirisch besteht aber das Problem, dass man nicht genau weiß, auf welche Weise sich die Dinge außer uns von unserer Wahrnehmung unterscheiden. Das Dasein der äußeren Dinge ist also bloß zweifelhaft. Dies macht aus dem transzendentalen Realisten jemanden, der die Erkennbarkeit der Realität aus der Erfahrung bezweifelt, also einen empirischen Idealisten.
„Unter einem [empirischen] Idealisten muss man also nicht denjenigen verstehen, der [wie Berkeley] das Dasein äußerer Gegenstände der Sinne leugnet, sondern der [wie Hume] nur nicht einräumt: dass es durch unmittelbare Wahrnehmung erkannt werde, daraus aber schließt, dass wir ihrer Wirklichkeit durch alle mögliche Erfahrung niemals völlig gewiss werden können.“ (A 368-369)
Das Problem des Zweifels entsteht nach Kant durch die Verdinglichung (Hypostasierung) der äußeren Erscheinungen, wenn man diese „nicht mehr als Vorstellungen, sondern in derselben Qualität, wie sie in uns sind, auch als außer uns vor sich bestehende Dinge“ betrachtet (A 386). Wenn man stattdessen annimmt, dass Körper oder Bewegungen bloße Erscheinungen „wer weiß, welches unbekannten Gegenstandes“ (A 387) sind, hat man keine Probleme, dass Erkannte als Wirklichkeit aufzufassen.
Kant nannte das Leib-Seele-Problem „eine berüchtigte Frage“ (A 392).

„Eine solche vorgegebene Gemeinschaft zwischen zwei Arten von Substanzen, der denkenden und der ausgedehnten, legt einen groben Dualism zum Grunde und macht die letztere, die doch nichts als bloße Vorstellungen des denkenden Subjects sind, zu Dingen, die für sich bestehen.“

Der Beweisgrund für den physischen Einfluss ist „nichtig und erschlichen“ (A 392). Eine solche Behauptung kann man nicht begründen, sondern nur voraussetzen (A 394). Hierdurch entsteht eine „eingebildete Wissenschaft“, die „sich so in einem ewigen Zirkel von Zweideutigkeiten und Widersprüchen drehet.“ (A 395) Ebenso wie die Frage der Unsterblichkeit, war auch das Leib-Seele-Problem für Kant ein Scheinproblem. Die Erkenntnis des Selbst ist beschränkt auf das logische „Ich denke“. Die Psyche kann ebenso wie der Körper allenfalls empirisch als Objekt erfasst werden.

## Antinomien
So wie die Suche nach dem Unbedingten im inneren Sinn zur Seele als der absoluten Einheit des denkenden Subjekts führt, so sucht die Vernunft auch im äußeren Sinn vom Bedingten, dem wahrgenommenen Phänomen, auf das Unbedingte, die Totalität aller Erscheinungen zu schließen. Die spezielle Metaphysik, die sich mit dieser Frage befasst, ist die rationale Kosmologie. Die Prinzipien des Unbedingten im äußeren Sinn versuchte Kant mit dem Begriff der absoluten Vollständigkeit und aus den Kategorien herzuleiten. Hieraus bildete Kant das „System der kosmologischen Ideen“. Sie „beschäftigen sich mit der Totalität der regressiven Synthesis“, also einem Zurückgehen auf einen Ursprung. Die Totalität ist das zusammenhängende Ganze aller empirischen Dinge und Ereignisse.
| Gegenstand             | Das Unbedingte | Die absolute Vollständigkeit (B 442)                               | Merkmal                                            |
| ---------------------- | -------------- | ------------------------------------------------------------------ | -------------------------------------------------- |
| Weltanfang/ Weltgrenze | Einheit        | der Zusammensetzung des gegebenen Ganzen aller Erscheinungen       | Weltbegriffe mathematisch (Größe und Zahl)         |
| Materie                | Einfachheit    | der Teilung eines gegebenen Ganzen in der Erscheinung              | Weltbegriffe mathematisch (Größe und Zahl)         |
| Selbsttätige Ursache   | Kausalität     | der Entstehung einer Erscheinung überhaupt                         | Naturbegriffe dynamisch (Dasein der Erscheinungen) |
| Weltgrund              | Notwendigkeit  | der Abhängigkeit des Daseins des Veränderlichen in der Erscheinung | Naturbegriffe dynamisch (Dasein der Erscheinungen) |

Den Ursprung bezogen auf die Quantität bilden die reinen Verstandesbegriffe Raum und Zeit. Deren Einheit ergibt sich aus der absoluten Vollständigkeit der Zusammensetzung des gegebenen Ganzen aller Erscheinungen. Die Regression führt bei der Betrachtung des Raumes zu einer gedachten Weltgrenze und bei der Betrachtung der Zeit zu einem gedachten Weltanfang. In Hinblick auf die Qualität sah Kant das Unbedingte in der Absoluten Vollständigkeit  der Teilung eines gegebenen Ganzen in der Erscheinung.  Eine vollständige Teilung führt zu der Einheit der Materie. In der Relation ist es die Kausalität, „welche eine Reihe der Ursachen zu einer gegebenen Wirkung darbietet“. Der Regress auf die absolute Vollständigkeit der Entstehung einer Erscheinung überhaupt führt zu einer selbsttätigen Ursache eines jeden Daseins. Das Absolute in der Modalität ergibt sich als Notwendigkeit eines Weltgrundes. Dieser ist die absolute Vollständigkeit der Abhängigkeit des Daseins des Veränderlichen in der Erscheinung.
Ähnlich wie Kant in der transzendentalen Analytik mathematische Urteilsformen in Hinblick auf Quantität und Qualität von dynamischen Urteilsformen in Hinblick auf Relation und Modalität unterschied, so traf er auch bei den kosmologischen Ideen eine Unterscheidung zwischen mathematischen und dynamischen Ideen. Die Betrachtung der Totalität der Welt unter dem Gesichtspunkt von Raum und Zeit sowie von Materie geschieht der Zahl und der Größe nach. Zusammensetzung und Teilung führen zu einem Weltbegriff eines „mathematischen Ganzen“. Untersucht man hingegen die Entstehung der Dinge und die Abhängigkeiten der Veränderungen der Erscheinungen untereinander, so ergibt sich im Dasein der Erscheinungen ein Bild des „dynamischen Ganzen“ in der Natur.
„Wir haben zwei Ausdrücke: Welt und Natur, welche bisweilen in einander laufen. Das erste bedeutet das mathematische Ganze aller Erscheinungen und die Totalität ihrer Synthesis, im Großen sowohl als im Kleinen, d.i. sowohl in dem Fortschritt derselben durch Zusammensetzung, als durch Teilung. Eben dieselbe Welt wird aber Natur genannt, so fern sie als ein dynamisches Ganzes betrachtet wird, und man nicht auf Agregation im Raume oder der Zeit, um sie als Größe zustande zu bringen, sondern auf die Einheit im Dasein der Erscheinungen siehet.“ (B 446-447)
Das Problem der reinen Vernunft liegt nach Kant darin, dass sie sich nach Auffinden der kosmologischen Ideen, die die Einheit des Denkens ermöglichen, dazu verleiten lässt, Aussagen zu machen, die sich durch keine Erfahrung belegen lassen. Solche Urteile über kosmologische Ideen führen nach Kant zu Antinomien, die er auch als „Widerstreit der Gesetze“ (B 434) bezeichnete. Um diesen Widerstreit aufzuzeigen, verwendete er die „skeptische Methode“. Diese ist nicht mit dem Skeptizismus zu verwechseln, sondern ein methodisches Verfahren, das für den Kritizismus von besonderer Wichtigkeit ist und in dem die widerstreitenden Aussagen jeweils in einer These und einer Antithese (Antithetik) gegenübergestellt werden.
|      | These | Antithese |
| ---- | --- | --- |
| I.   | „Die Welt hat einen Anfang in der Zeit, und ist dem Raum nach auch in Grenzen eingeschlossen.“ | „Die Welt hat keinen Anfang, und keine Grenzen im Raume, sondern ist, sowohl in Ansehung der Zeit, als des Raumes, unendlich.“  |
| II.  | „Eine jede zusammengesetzte Substanz in der Welt besteht aus einfachen Teilen, und es existiert überall nichts als das Einfache, oder das, was aus diesem zusammengesetzt ist.“                                                     | „Kein zusammengesetztes Ding in der Welt besteht aus einfachen Teilen, und es existiert überall nichts Einfaches in derselben.“ |
| III. | „Die Kausalität nach Gesetzen der Natur ist nicht die einzige, aus welcher die Erscheinungen der Welt insgesamt abgeleitet werden können. Es ist noch eine Kausalität durch Freiheit zur Erklärung derselben anzunehmen notwendig.“ | „Es ist keine Freiheit, sondern alles in der Welt geschieht lediglich nach Gesetzen der Natur.“                                 |
| IV.  | „Zu der Welt gehört etwas, das, entweder als ihr Teil, oder ihre Ursache, ein schlechthin notwendiges Wesen ist.“ | „Es existiert überall kein schlechthin notwendiges Wesen, weder in der Welt, noch außer der Welt, als ihre Ursache.“            |

Kant versuchte nun gemäß seinem skeptischen Verfahren jeweils These und Antithese zu beweisen. Zu beachten ist, dass die hierzu gehörigen Argumentationen „inszeniert“ sind; denn am Ende hatte Kant das Ziel, die Widersprüche als nicht auflösbar nachzuweisen, und damit seine grundlegende These zu untermauern, dass aus der reinen Vernunft Erkenntnisse dieser Art nicht abzuleiten sind.
Bei der Auflösung der beiden ersten, der mathematischen Antinomien, ergibt sich die Erkenntnis, dass Thesis und Antithesis falsch sind, denn sie argumentieren dogmatisch und behandeln die Erscheinungen als wären sie Dinge an sich. Hinsichtlich der Auflösung der beiden letzten, der dynamischen Antinomien, ist es möglich, dass Thesis und Antithesis zugleich wahr sind. Während die Thesis sich auf die Dinge an sich bezieht, erörtert die Antithesis die Welt der Erscheinungen. So sind die Freiheit des Handelns und die Existenz eines notwendigen Wesens zumindest denkbar.

## Gottesbeweis
Der disjunktiven, ausschließenden Art der Verknüpfung entspringt die Idee einer unbedingten Einheit aller Gegenstände des Denkens überhaupt, die Idee eines höchsten Wesens, die theologische Idee Gottes. In der Erörterung der drei klassischen Gottesbeweise, stellt sich heraus, dass der eigentliche Beweisgrund im ontologischen Argument liegt. Denn der kosmologische Beweis kann von der unterstellten, absolut notwendigen Existenz eines Wesens nur auf das höchste Wesen übergehen, wenn dieses selbst als unbedingt notwendig nachgewiesen werden kann, und der physiko-theologische Beweis gelangt nur zu einem Weltbaumeister, nicht aber zu einem absolut notwendigen Wesen. Der Fehler des ontologischen Beweises liegt im Gedanken der notwendigen Existenz. Ihm können wir nur entrinnen, wenn wir den Gedanken der Notwendigkeit und dem ihm korrespondierenden der Zufälligkeit nicht als Bestimmungen der Dinge, sondern als regulative Prinzipien der Vernunft auffassen. Gott kann gedacht, aber nicht erkannt werden.

## Die Funktionen der menschlichen Vernunft
Die systematische Kritik an der traditionellen speziellen Metaphysik hat gezeigt, dass Hoffnungen, eine unsterbliche Seele, die Welt als Totalität der Erscheinungen oder Gott als Urgrund der Welt mit den Mitteln der reinen Vernunft erkennen zu können, sich als transzendentaler Schein erweisen. Moses Mendelssohn sprach deshalb vom „alles zermalmenden Kant“. Allerdings beließ es Kant nicht dabei. Das Schlusskapitel der transzendentalen Dialektik (der „Anhang“) gibt vielmehr einen positiven Ausblick auf die Funktion einer durch den Kritizismus geläuterten reinen Vernunft. Für Kant wäre es unsinnig, wenn der Mensch über eine Vernunft verfügte, die ihn nur in Irrtümer treibt.
„Alles, was in der Natur unserer Kräfte gegründet ist, muss zweckmäßig und mit dem richtigen Gebrauche derselben einstimmig sein, wenn wir nur einen gewissen Missverstand verhüten und die eigentliche Richtung derselben ausfindig machen können.“ (B 670-671)

### Von dem regulativen Gebrauch der Ideen
Funktion der Vernunft ist es, Begriffe und Urteile des Verstandes unter Prinzipien zu bringen. Dabei entsteht zwar keine neue Erkenntnis, aber eine Ordnung, die notwendig für den Erkenntnisfortschritt des Menschen in den Wissenschaften ist.
„Ich behaupte demnach: die transzendentalen Ideen sind niemals von konstitutivem Gebrauche, so, dass durch Begriffe gewisse Gegenstände gegeben würden, und in dem Falle, dass man sie so versteht, sind es bloß vernünftelnde (dialektische) Begriffe. Dagegen aber haben sie einen vortrefflichen und unentbehrlichnotwendigen regulativen Gebrauch, nämlich den Verstand zu einem gewissen Ziele zu richten, […]“ (B 672)
Vernunft erzeugt in der Erkenntnis Systematik. Für eine solche Systematik bedarf es der Vorstellung eines dahinter liegenden Ganzen. Erst dadurch verlieren Erkenntnisse den Charakter des Zufälligen. Empirisch gibt es kein reines Wasser oder reine Luft. Dennoch benötigt man für die wissenschaftliche Forschung solche Begriffe als Vorstellung, um Wirkungen in der Natur erklären zu können. Bei der Erzeugung regulativer Prinzipien wird die Vernunft nur hypothetisch gebraucht, um „das Besondere aus dem Allgemeinen abzuleiten.“ (B 674)
„alle möglichen Verstandeserkenntnisse (darunter die empirischen) haben Vernunfteinheit, und stehen unter gemeinschaftlichen Prinzipien, woraus sie, unerachtet ihrer Verschiedenheit, abgebildet werden können: das würde ein transzendentaler Grundsatz der Vernunft sein, welcher die systematische Einheit nicht bloß subjektiv- und logisch-, als Methode, sondern objektivnotwendig machen würde.“ (B 676)
Zur Verdeutlichung dieser These verwies Kant auf so genannte „Schulregeln“ oder „logische Prinzipien“ in der Philosophie.
1. „dass man die Anfänge (Prinzipien) nicht ohne Not vervielfältigen müsse (entia praeter necessitatem non esse mulitplicanda)“ (B 680, siehe Ockhams Rasiermesser). Kant nannte das „das logische Prinzip der Gattungen“, das Gesetz der Homogenität oder die Sparsamkeit der Grundursachen.
2. Die Verschiedenheit der Dinge darf nicht blindlings vermindert werden („entium varietatis non temere esse minuendas“) (B 683). Dies ist das Prinzip der Varietät der Arten, das Gesetz der Spezifikation oder die Mannigfaltigkeit der Wirkungen.
3. Der kontinuierliche „Übergang von einer jeden Art zu einer anderen durch stufenartiges Wachstum der Verschiedenheit“ (B 685-686) als das Prinzip der Kontinuität der Formen, das Gesetz der Affinität aller Begriffe oder die Verwandtschaft der Glieder der Natur („datur continuum formarum“ – es gibt ein Kontinuum der Formen; B 687)

Diese Prinzipien der Vernunft sind synthetische Sätze a priori, da sie unabhängig von Erfahrung gelten. Sie sind zwar objektiv, aber nicht konstitutiv für Erkenntnis, sondern nur hypothetisch, weil es sich um bloße Ideen handelt. Es gibt für sie „kein korrespondierendes Schema der Sinnlichkeit“ (B 692). Wissenschaftstheoretische Konzepte sind demgemäß reine Konstrukte des Verstandes, nur subjektiv gültige Maximen (B 694). Sie müssen aber logischen Prinzipien folgen, sei es im Abstieg vom Allgemeinen (von einer höchsten Gattung), sei es im Aufstieg vom Mannigfaltigen (von den untersten Arten). Das Prinzip der Kontinuität erfordert dazu Kohärenz der Theorien.

### Endabsicht der natürlichen Dialektik der Vernunft
Die Dialektik stammt nicht unmittelbar aus den Ideen der reinen Vernunft, sondern es ist „ihr bloßer Missbrauch“, der zum „trüglichen Schein“ führt. Kant wollte die Ideen der Vernunft nicht als „bloß leere Gedankendinge (entia rationis ratiocinantis)“ (B 697) betrachten. Kant war der Überzeugung, dass es in der Natur eine Zweckmäßigkeit gibt, an der sich die Naturforschung orientiert. Und dieser Zweckmäßigkeit liegt die Idee eines Urhebers zugrunde.
„Frägt man denn also […]: ob es etwas von der Welt Unterschiedenes gebe, was den Grund der Weltordnung und ihres Zusammenhanges nach allgemeinen Gesetzen enthalte, so ist die Antwort: Ohne Zweifel.“ (B 722-723)
Dieses Unterschiedene liegt aber außerhalb der Erfahrung und ist nur eine Analogie, nur ein „Gegenstand in der Idee und nicht in der Realität“. Man kann diese Idee sogar mit „gewissen Anthropomorphismen“ verknüpfen, solange man es nur als regulatives Prinzip der systematischen Einheit der Welt betrachtet. (B 723)
„Denn das regulative Gesetz der systematischen Einheit will, dass wir die Natur so studieren sollen, als ob allenthalben ins Unendliche systematische und zweckmäßige Einheit, bei der größtmöglichen Mannigfaltigkeit, angetroffen würde.“ (B 728)
Der Mensch kann die Dinge der Welt so betrachten, „als ob sie von einer höchsten Intelligenz ihr Dasein hätten.“ (B 699) Daraus folgt für den Naturforscher, dass er jenseits des Erkannten immer noch etwas anderes vermuten kann und als Grundlage seiner Theorien eine Metaphysik der Natur möglich ist. Andererseits berechtigt die regulative Idee eines Ursprungs der Welt auch zu einer Metaphysik der Freiheit, die im praktischen Bereich des menschlichen Handelns, in der Metaphysik der Sitten, ihren Niederschlag findet.